# Темников, Александр Иванович
Александр Иванович Темников (6 сент. 1923, д. Урик Иркутского р-на Иркутской обл. — 7 сент. 2008, Иркутск) — слесарь Иркутского авиационного завода, Герой Социалистического Труда (1971).

## Биография
Родился в селе Урик Иркутского района Иркутской области. Поступил на завод в 1941 после окончания ФЗУ слесарем механосборочных работ и до ухода на пенсию в 1985 году трудился в своей должности, достигнув высочайшего профессионального мастерства. Он собирал ответственные и технологически сложные агрегаты крылатых машин, был удостоен личного клейма качества. Одним из первых среди работников Иркутского авиационного завода получил звание «Ударник коммунистического труда». Отметился рационализаторскими предложениями, активно участвовал в подготовке нескольких поколений рабочих кадров. Награждён орденами и медалями. Избирался депутатом районного Совета, членом бюро горкома партии.